# Kradolf
Kradolf ist eine Ortschaft an der Verkehrsverbindung Weinfelden–Bischofszell in der Gemeinde Kradolf-Schönenberg des Bezirks Weinfelden im Schweizer Kanton Thurgau. Bis 1995 war Kradolf eine Ortsgemeinde in der Munizipalgemeinde Sulgen.
Am 1. Januar 1996 trennte sich Kradolf von der Munizipalgemeinde Sulgen und fusionierte mit den bis dahin zur Munizipalgemeinde Neukirch an der Thur gehörenden Ortsgemeinden Buhwil, Neukirch an der Thur, Schönenberg an der Thur und einigen von der Ortsgemeinde Schweizersholz abgetrennten Weilern zur politischen Gemeinde Kradolf-Schönenberg.

## Geographie
Kradolf liegt am rechten Ufer der Thur, wo der zuvor ungezähmte Fluss in die Ebene tritt. Früher suchte sich die Thur ihren Weg selbst und führte die Bevölkerung mit ihren Überschwemmungen immer wieder in grosse Not. Heute schützt ein Hochwasserschutzdamm die Häuser in Kradolf und Schönenberg vor Überflutung. Die enge Beziehung zur Thur findet ihren Ausdruck auch im Ortswappen von Kradolf und im Gemeindewappen von Kradolf-Schönenberg.
Durch Kradolf führen die Strassenverbindung Sulgen – Gossau SG und die parallel dazu verlaufende Bahnlinie Weinfelden–St. Gallen mit einem Bahnhof im Ort.

## Geschichte

Luftaufnahme von Kradolf aus dem Jahre 1954

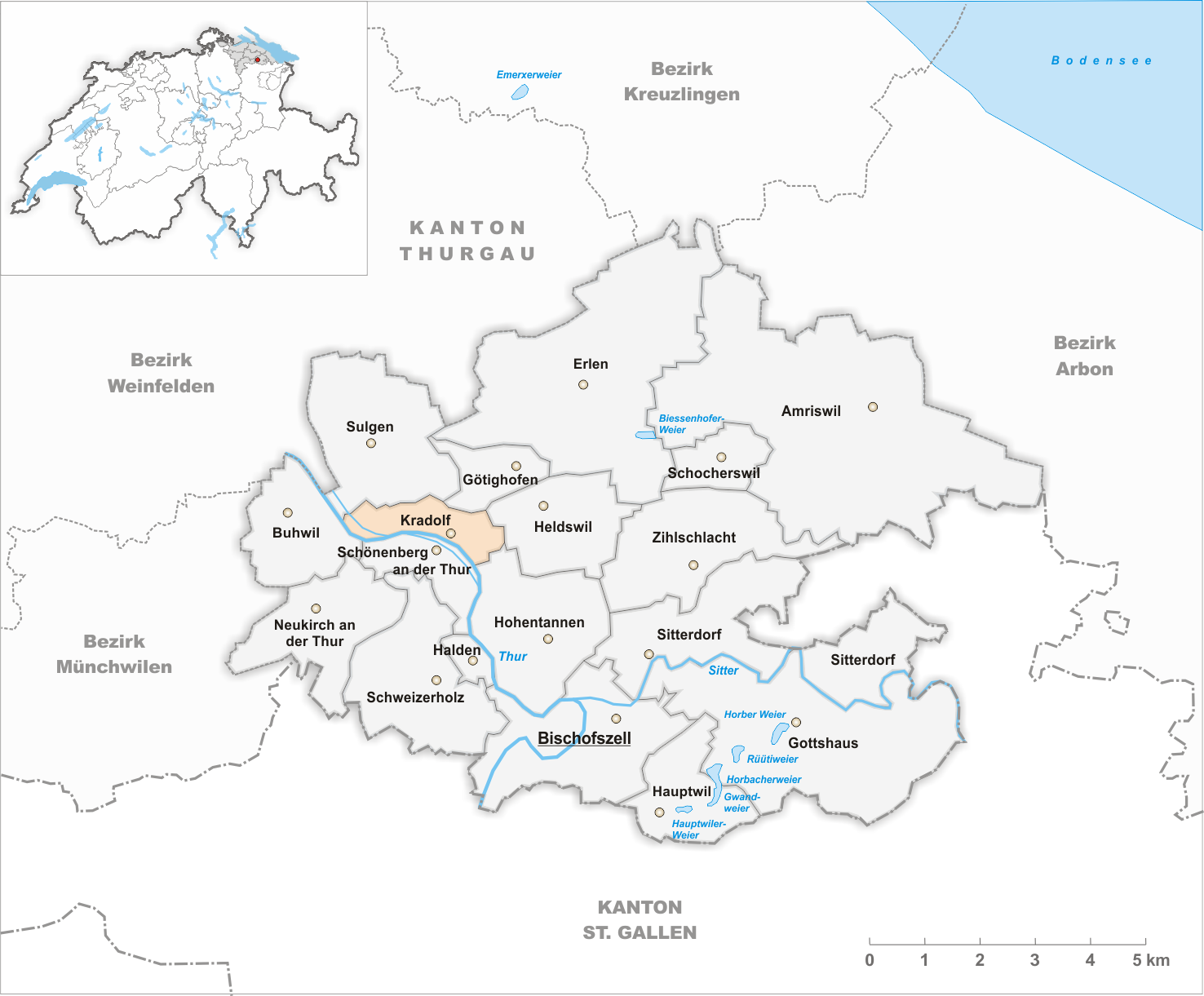
Gemeindestand vor der Fusion am 1. Januar 1996

Kradolf wurde 883 erstmals als Chreinthorf urkundlich erwähnt im Zusammenhang mit Besitzungen des Klosters St. Gallen. 1276 ist die Schreibweise Kraedorf belegt. 1360 bis 1798 gehörte Kradolf zum Schönenberger Amt des Bischofs von Konstanz, das von der Obervogtei in Bischofszell verwaltet wurde. Die Bevölkerung war stets nach Sulgen kirchgenössig, dessen Kirche nach der Reformation bis zum Bau einer reformierten Kirche in Kradolf 1975 paritätisch genutzt wurde.
Bis 1880 bestimmten die Landwirtschaft mit Milchwirtschaft, Obstbau und Rebbau sowie das Kleingewerbe die Wirtschaftsstruktur. Mit der Eröffnung der Bischofszellerbahn im Jahr 1876 und dem Aufschwung einer Seidenstoffweberei in Schönenberg an der Thur veränderte sich die Erwerbsstruktur zugunsten des zweiten Wirtschaftssektors, der 1920 78 % der Arbeitsplätze stellte.  Die ältesten Fabriken in Kradolf sind die Tonwarenfabrik Otto Dünner (1904–1999) und die Teigwarenfabrik und Hafermühle Robert Ernst (1858–1992). Mit 75 Beschäftigen in Kradolf ist die Zahnradfabrik Humbel heute der zweitgrösste Arbeitgeber in der Gemeinde. Heute prägen neben den Wohnbauten verschiedene Gewerbebetriebe das Erscheinungsbild des Strassendorfes.

## Wappen
Blasonierung: In Rot ein schräger weisser Wellenbalken.
Das Wappen ist eine Neuschöpfung aus dem Jahr 1933.

## Bevölkerung
| Jahr         | 1850  | 1880  | 1900  | 1920  | 1950  | 1990  | 2000  | 2010  | 2018  | 2023   |
| Ortsgemeinde | 147   | 228   | 649   | 1064  | 983   | 1183  |       |       |       |        |
| Ortschaft    |       |       |       |       |       |       | 1144  | 1043  | 1438  | 1567   |
| Quelle       | [ 6 ] | [ 6 ] | [ 6 ] | [ 6 ] | [ 6 ] | [ 6 ] | [ 8 ] | [ 9 ] | [ 2 ] | [ 10 ] |

Von den insgesamt 1567 Einwohnern der Ortschaft Kradolf am 31. Dezember 2023 waren 580 bzw. 37,0 % ausländische Staatsbürger. 379 (24,2 %) waren evangelisch-reformiert und 381 (24,3 %) römisch-katholisch.

## Sehenswürdigkeiten
Die im Jahr 1998 eingeweihte Schrägseilbrücke über die Thur nach Schönenberg gilt als Wahrzeichen  von Kradolf.

## Persönlichkeiten
- Willi Oertig, Kunstmaler
- Werner Messmer, Alt-Nationalrat FDP, Präsident des Schweizerischen Baumeisterverbands
- Karl Meier, Herausgeber des «Kreises»